# Parafia św. Michała Archanioła w Jeninie
Parafia św. Michała Archanioła w Jeninie – parafia rzymskokatolicka, terytorialnie i administracyjnie należąca do diecezji zielonogórsko-gorzowskiej, do dekanatu Gorzów Wielkopolski – Trójcy Świętej. W parafii posługują księża diecezjalni.